# مارك دالتون
مارك دالتون هو سياسي كندي، ولد في 3 يونيو 1960. حزبياً، نشط في BC United ‏.